# Günter Müller
Günter Müller (Múnich, Alemania, 20 de octubre de 1954) es un compositor, baterista, percusionista y artista visual, que ha desarrollado su trabajo en Suiza, donde reside desde 1966.

## Historial
Comenzó su carrera como batería en diversos grupos de jazz, especialmente en el campo de la improvisación libre y el la hiper-fusión, utilizando diversas técnicas avanzadas. Usaba, por ejemplo, micrófonos de contacto para amplificar su batería, e incorporaba diversos elementos electrónicos, usando iPods y grabadores de minidisc para grabar y reproducir loops. Cada vez de forma más evidente, a partir de 2000, Müller ha enfatizado los aspectos electrónicos, a veces invadiendo totalmente el campo de la percusión. El crítico Brian Olewnick lo describe como "uno de los más fascinantes creadores en la música improvisada contemporánea [...] que tiende a crear sutiles sonidos modulados de naturaleza casi paliativa; con frecuencia, con un sentido rítmico elásticamente líquido".
Müller fue miembro fundador de los grupos Nachtluft, Poire z y Taste Tribes, y ha colaborado con Joelle Leandre, Christian Marclay, Otomo Yoshihide, Jim O'Rourke, Christian Marclay, Keith Rowe, Voice Crack, Kurt Liedwart, Alfred Harth y otros. Fundó además el sello discográfico "For 4 Ears".

## Discografía
- 1995 	- Slow Motion - For 4 Ears
- 1997 	- Table Chair and Hatstand - For 4 Ears
- 1998 	- Weighting - For 4 Ears
- 1999 	- Poire_Z - For 4 Ears
- 2000 	- La Voyelle Liquide - Erstwhile
- 2000 	- I Am Happy If You Are Happy - For 4 Ears
- 2002 	- Eight Landscapes - Four 4 Ears
- 2002 	- buda_rom - For 4 Ears
- 2003 	- Time Travel - Erstwhile
- 2004 	- Why Not Bechamel - For 4 Ears
- 2005 	- Kristalle - Blow Till
- 2005 	- Perspectives - List
- 2010 	- Limmat - Mikroton Recordings